# FIFA 2001
FIFA 2001 (conhecido como FIFA 2001: Major League Soccer na América do Norte e FIFA 2001: World Championship no Japão) é um jogo eletrônico de futebol lançado em novembro de 2000, produzido pela Electronic Arts e lançado pela EA Sports.

## Campeonatos
O FIFA 2001 possui 17 ligas com a adição da Austrian Bundesliga e com a saída da Super Lig da Turquia. O Campeonato Brasileiro é composto por 15 equipes: os 12 maiores clubes do país, mais Bahia, Vitória e Atlético-PR.
- Major League Soccer
- Barclays Premier League
- Bundesliga
- Liga BBVA
- Ligue 1
- Serie A
- K-League
- Danish Superliga
- Tippeligaen
- Alpha Ethniki
- Israeli League
- Campeonato Brasileiro
- Pro League
- Scottish Premier League
- Eredivisie
- Allsvenskan
- A. Bundesliga novo

Legenda
novo - Primeira vez incluso no FIFA